# Mombercelli
Mombercelli é uma comuna italiana da região do Piemonte, província de Asti, com cerca de 2.214 habitantes. Estende-se por uma área de 14 km², tendo uma densidade populacional de 158 hab/km². Faz fronteira com Belveglio, Castelnuovo Calcea, Montaldo Scarampi, Montegrosso d'Asti, Rocca d'Arazzo, Rocchetta Tanaro, Vinchio.

## Demografia
| Variação demográfica do município entre 1861 e 2011                               |
|                                                                                   |
| Fonte: Istituto Nazionale di Statistica (ISTAT) - Elaboração gráfica da Wikipedia |